# Verein für Pferderennen und Ausstellungen in Preussen
Der Verein für Pferderennen und Ausstellungen in Preussen – Königsberger Rennverein – wurde 1835 von ostpreußischen Pferdebegeisterten aufgrund einer  Allerhöchsten Cabinets Ordre des Königs von Preußen, Friedrich Wilhelm III., gegründet.
Der Königsberger Rennverein ist der älteste in Preußen gegründete Verein, der gegenwärtig noch aktiv ist.
Hauptvorsteher war bis zu seinem Tod am 30. April 2023 Hans-Heinrich von Loeper, Generalsekretär ist Otto Lins. Der Verein untersteht der Aufsicht des Kölner Regierungspräsidenten.

## Vereinszweck und -aktivitäten von 1835 bis 1945
war die Förderung der Zucht und des Galopprennsportes vornehmlich in Preußen (Ostpreußen). In Folge der weit reichenden Staatsreformen ab 1806 war die „von oben“ initiierte Vereinsgründung eine wirtschaftspolitische Maßnahme, die eine intensivere Pferdezucht bezweckte. Pferde bildeten damals einen wesentlichen Produktionsfaktor in der (Land-)Wirtschaft und für das Militär. Mit der Maßnahme sollten zudem die großen Verluste durch die Verheerungen der Napoleonischen Kriege zurückgewonnen werden.
Zweckmäßigerweise wurde die Maßnahme im Pferdeland Ostpreußen angesiedelt, wo mit dem (Haupt-)Gestüt Trakehnen schon seit 1731 eines von fünf Zentren der preußischen Pferdezucht lag. Der Verein veranstaltete in den darauffolgenden Jahren Flach- und Hindernisrennen an verschiedenen Plätzen, u. a. in Metgethen, bis er in den 1870er-Jahren in Carolinenhof seine Heimat bis zum Zweiten Weltkrieg fand. Jedes Jahr fanden dort acht bis zehn Renntage statt. Es gab eine Trainier-Anlage, auf der mehrere Trainer Voll- und Halbblüter trainierten.
Die ostpreußische Halbblutzucht, entstanden aus der Kreuzung von Vollblutpferden mit ostpreußischen beziehungsweise Trakehner Stuten, brachte viele hervorragende Rennpferde, die gerade in Hindernisrennen, auch mit Vollblütern erfolgreich konkurrieren konnten. Hindernisrennen waren ein wichtiger Bestandteil der militärischen Ausbildung für Offiziere (und militärtaugliche Pferde) und hatten zwischen 1872 und 1914 und in den 1930er Jahren ein später in Rennen für Amateurrennreiter nicht mehr erreichtes hohes sportliches Niveau.
Der Galopprennsport in Ostpreußen war bedeutend. Es gab mehrere Rennbahnen, die bekannteste war Trakehnen mit dem von-der-Goltz-Querfeldeinrennen. Dann gab es noch Lyck, Osterode, Insterburg, Tilsit, Rastenburg, Cranz und Rauschen. Zudem in Westpreußen Danzig-Zoppot und Marienburg. Entsprechend waren in den lokalen Rennvereinen die Pferdezüchter, aber auch Offiziere aus den dortigen Kavallerie- und Artillerie-Regimentern, verbunden. Aus den bekanntesten ostpreußischen Familien gingen berühmte Züchter und Reiter hervor und so findet man unter den Mitgliedern des Königsberger Rennvereins z. B. die Grafen Lehndorff, Dönhoff und Kalnein, A. v. Gramatzki, v. Zitzewitz-Weedern, v. Below-Lugowen, Krebs … .

## Vereinszweck und -aktivitäten nach 1945 bis heute
Aufgrund der bedeutenden, für die deutsche Pferdezucht sogar beherrschenden Stellung fanden sich unmittelbar nach dem Kriege eine Reihe Ostpreußen, beteiligten sich wieder am Rennsport und hatten, sich ihrer Heimat und den Pferden weiterhin verbunden fühlend, auch den Gedanken gehabt, „ihren“ alten Verein in einer der Gegenwart angemessenen Form am Leben zu halten, wenn auch so gut wie keine Originalunterlagen des Vereins den Weltkrieg überdauert hatten. Es wurde beschlossen, die Tradition aufrechtzuerhalten, bis sich vielleicht Träume erfüllen: Sollte Ostpreußen eines Tages zur EU gehören, wird es Pferdeleute geben, die dort an alte Traditionen anknüpfen möchten.
Mit diesem Fernziel sieht der heutige Verein seine Aufgabe in der Pflege guter preußischer Tugenden und der weiteren Förderung des Galopprennsports in Deutschland, wo man als Sponsor ausgewählter Rennen wirkt.
Eine weitere Vereins-Aufgabe, die gegenwärtig zunehmend Bedeutung gewinnt, liegt in der Heranführung von Menschen an das Vollblutpferd und den Galopprennsport, die diesem Metier noch fern stehen.
In dem nach 1945 fortgeführten Verein waren und sind auch weiterhin Mitglieder vertreten, die in der Bundesrepublik z. T. bedeutende Funktionen im deutschen Galopprennsport einnahmen. Zu nennen sind z. B. Franz Chales de Beaulieu, Egbert v. Schmidt-Pauli und Hans-Heinrich v. Loeper, der gegenwärtige „Hauptvorsteher“ des Vereins, die alle langjährig Generalsekretäre des Dachverbands der deutschen Vollblutzucht waren.
Die jährlichen Mitglieder-Reisen, bei denen zumindest jeweils ein pferdesportliches und ein kulturelles Ereignis gemeinsam besucht werden, waren für die Teilnehmer stets eindrucksvoll. So konnten die Vereinsmitglieder seit 1989 u. a. so gut wie jedes führende Vollblutgestüt in Deutschland und manche Trainingsanlage besuchen. In den Jahren 2003 und 2007 unternahmen Vereinsmitglieder einwöchige Rundreisen in Ostpreußen.